# 창원 봉림사지 진경대사탑
창원 봉림사지 진경대사탑(昌原 鳳林寺址 眞鏡大師塔)은 신라 후기의 고승 진경대사의 사리탑이다. 탑비와 함께 경상남도 창원시 봉림동의 봉림사터에 있던 것을 1919년 경복궁으로 옮겨졌다가 현재는 국립중앙박물관에 있다. 1963년 1월 21일 대한민국의 보물 제362호로 지정되었다.

## 봉림사와 진경대사
봉림사는 신라 효공왕(孝恭王, 재위 897∼911) 때 원감(圓鑑) 국사 현욱(玄昱, 787∼868)이 창건한 사찰로, 통일신라시대 말기에 성립된 구산선문(九山禪門) 가운데 하나인 봉림산문의 중심 사찰이었다.
진경대사는 법명이 심희(審希, 854∼923)로 원감국사 현욱의 제자이다. 봉림사에 머물며 크게 교화 활동을 폈으며 이곳에서 입적하였다. 진경은 시호이고 보월능공은 탑호이다.

## 승탑 모습
이 부도탑은 전형적인 팔각원당형(八角圓堂形) 부도이지만 표면의 조각은 비교적 적은 편이어서 전체적으로 단정하고 깔끔한 느낌을 준다. 부도탑의 구성은 지대석·기단부·탑신·옥개석으로 이루어져 있다. 지대석(地臺石)은 팔각이며, 아무런 장식 조각이 없다. 기단부(基壇部)는 상·중·하대석으로 구성되었는데, 각각 한 돌로 되어 있다. 하대석은 팔각형인데 각 옆면에 우선 직사각형의 구획을 마련하고 그 안에 흔히 볼 수 있는 형태의 안상(眼象)을 새겼다. 안상에서 특이한 점은 하단 중앙에서 이른바 삼산문(三山紋)이 솟아 올라온 점이다. 중대석은 아래 위가 납작한 구형(球形)으로 옆면 곳곳에 4엽(葉)의 꽃송이를 새긴 후 이를 두 줄의 도드라진 띠장식으로 연결시켰다. 다른 부도에 비하여 중대석의 형태가 특이하면서도 다소 작은 편이다. 상대석은 원형으로 밑면에 팔각으로 된 3단의 각형(角形) 받침을 새겨 중대석 위에 놓이도록 하였다. 그 옆면에는 앙련(仰蓮)을 새겼는데, 밑면의 팔각 받침대에 맞추어 8잎을 새겼다. 그리고 윗면에는 역시 팔각으로 된 2단의 받침석을 두어 탑신을 받도록 하였다.
탑신(塔身)은 팔각형으로 각 면마다 좌우에 우주(隅柱)를 새겼으며, 상단과 하단에도 횡대(橫帶)를 두어 마치 직사각형의 구획을 둔 것처럼 보인다. 다른 부도에서 흔히 보이는 문비(門扉)·신중상(神衆像) 등의 장식이 전혀 없으며, 크기도 옥개석에 비하여 다소 작아 보인다.
옥개석(屋蓋石) 역시 팔각형이며 밑면에 옥개받침이 새겨져 있는데, 탑신에 얹혀지는 하단의 받침은 나지막한 각형(角形)이며, 추녀 쪽으로 나 있는 상단의 받침은 큼직한 원호(圓弧) 형태로 새겨져 있다. 옥개석의 윗면은 기왓골이 표지되지 않은 채 평평하며, 각 면이 합쳐지는 부분에는 굵은 우동(隅棟)이 표현되었다. 처마에 서까래와 부연(副椽)이 표현되지 않았으며 완만한 곡선을 이룬다. 처마 끝의 각 전각(轉角)에는 삼산형 귀꽂이가 새겨져 있었으나 지금은 대부분 떨어져 나갔다. 옥개 정상에는 팔각으로 된 3단의 괴임을 두어 상륜부를 받게 하였다.
상륜부(相輪部)는 현재 각 부재가 많이 없어졌고 앙화(仰花)와 보주(寶珠)만 남아 있다. 앙화는 8엽(葉)의 연꽃형인데, 하단에 3단으로 된 괴임을 두어 그 아래의 복발(覆鉢) 위에 얹도록 하였을 것이다. 이 부도탑은 진경대사능공탑비에 의하여 그 주인공과 제작년대 등을 알 수 있는데, 진경대사가 입적한 해인 신라 경명왕 7년(923)에 세워진 것으로 추정된다.

## 사진

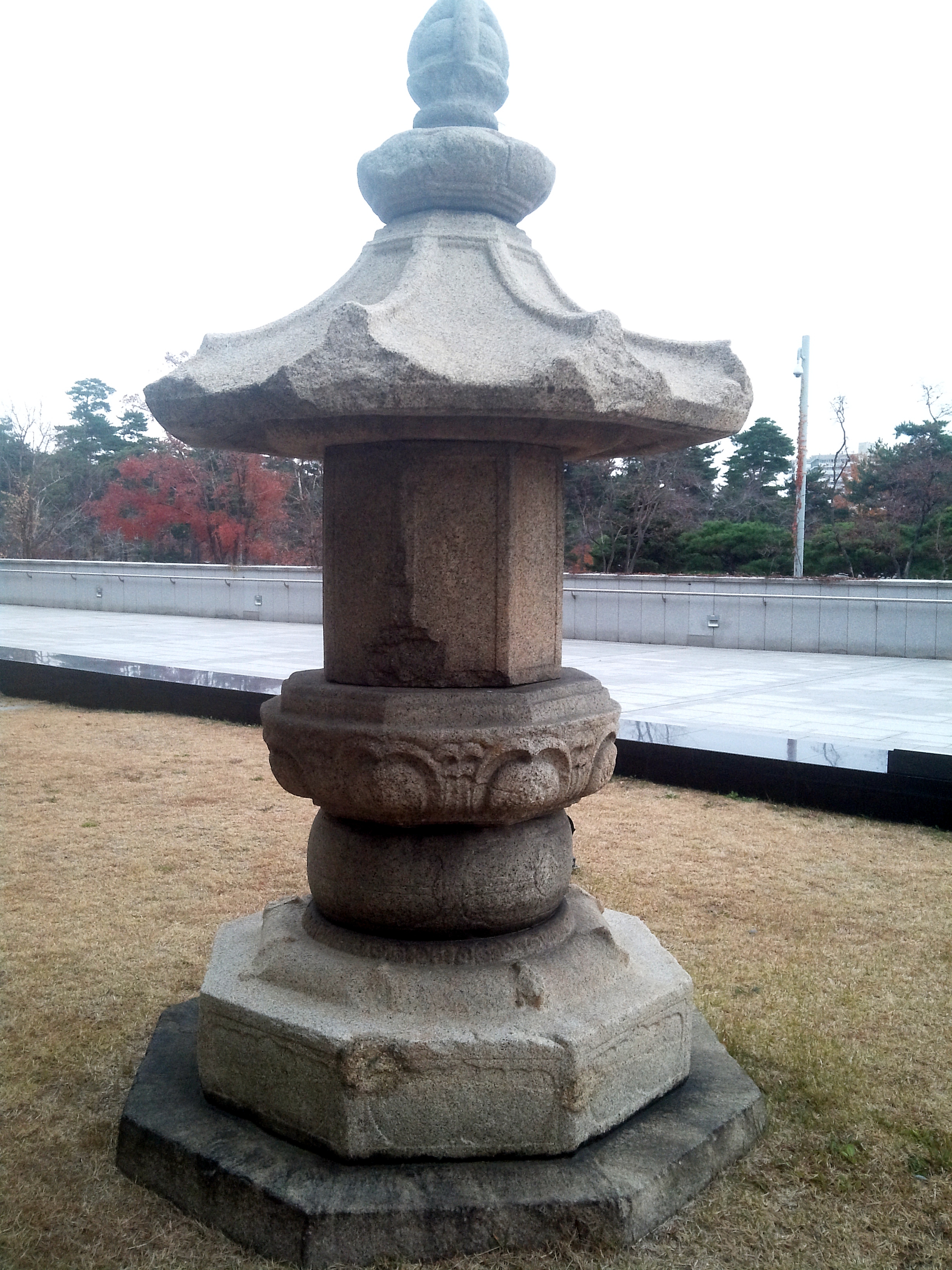
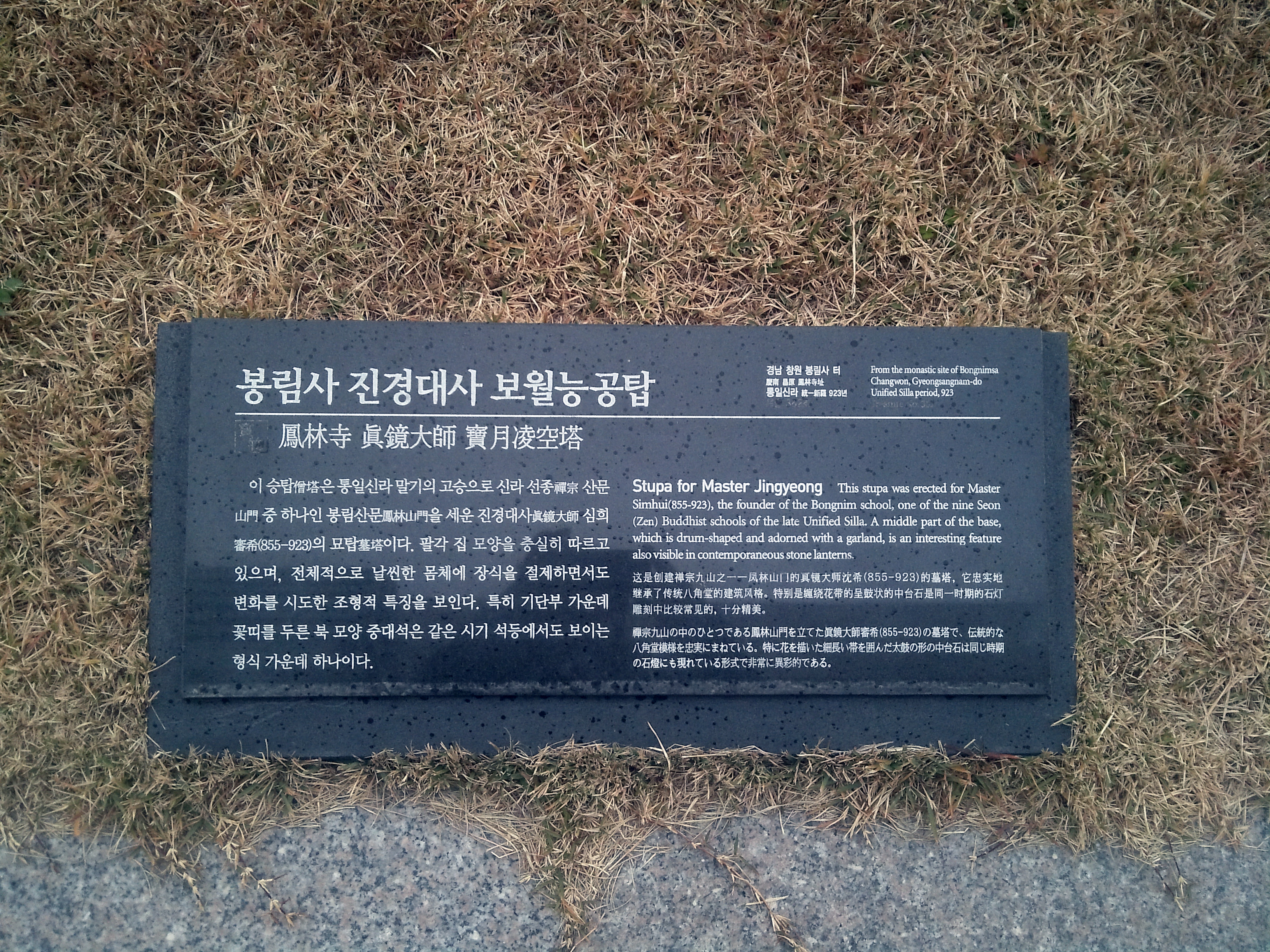
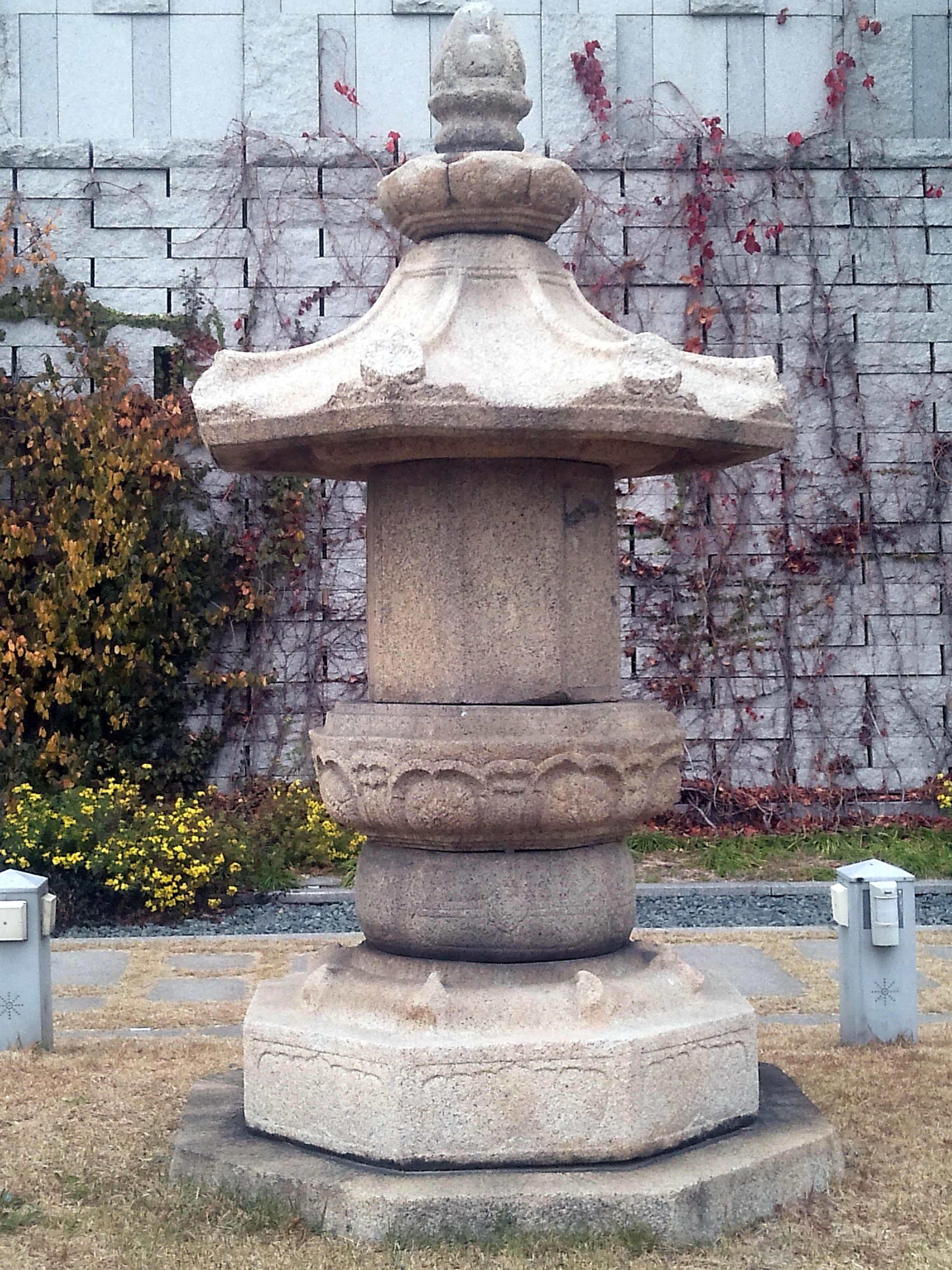

## 같이 보기
- 창원 봉림사지 진경대사탑비 - 대한민국 보물 제363호, 국립중앙박물관 소장

## 참고 자료
- 창원 봉림사지 진경대사탑 - 국가유산청 국가유산포털
- 본 문서에는 서울특별시에서 지식공유 프로젝트를 통해 퍼블릭 도메인으로 공개한 저작물을 기초로 작성된 내용이 포함되어 있습니다.